# Géographie de la Savoie

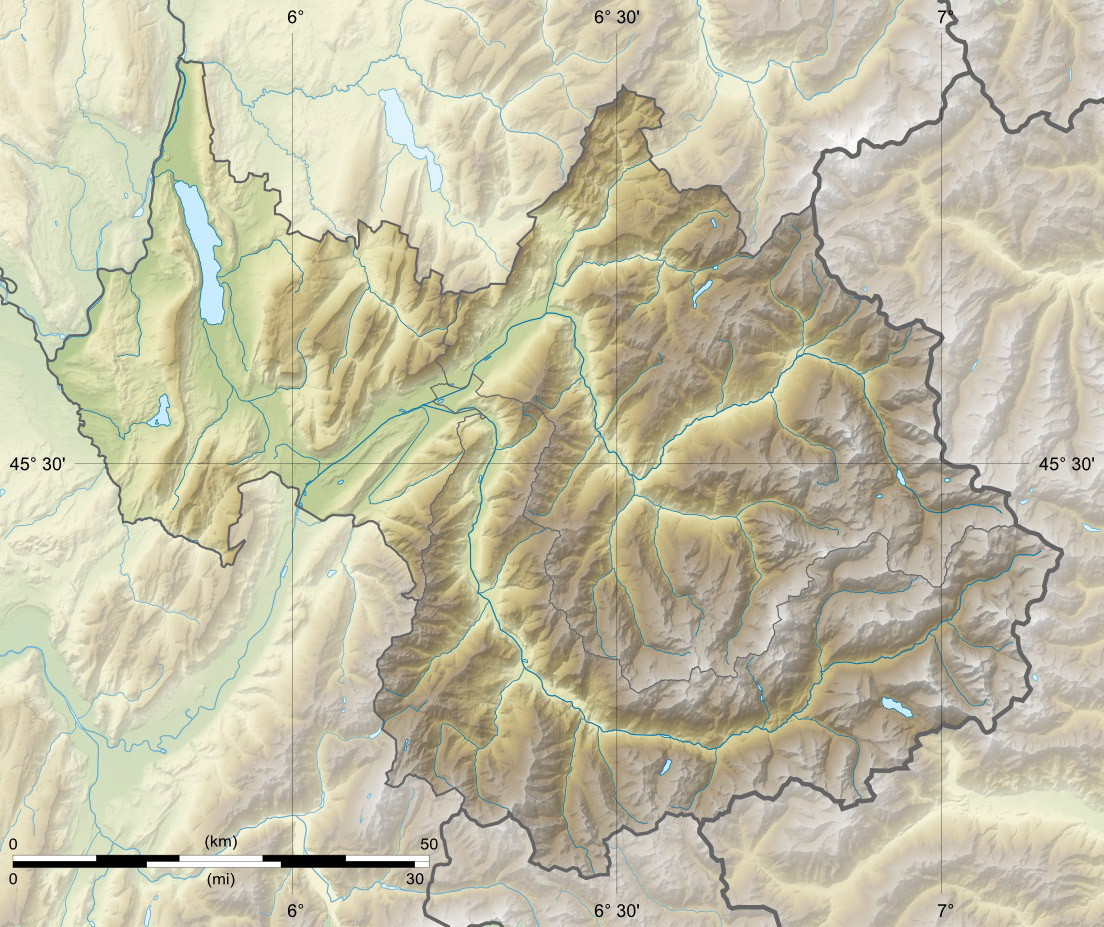
Carte du relief de la Savoie, département montagneux.

La géographie de la Savoie correspond à l'étude et la description du territoire du département français de la Savoie, situé dans la région Auvergne-Rhône-Alpes.
Situé dans le nord des Alpes françaises à la frontière avec l'Italie du nord, le département de la Savoie est géographiquement caractérisé par la présence de nombreux reliefs. À ce titre, il est un des départements le plus montagneux de France avec près de 90 % de son territoire situé en zone de montagne derrière les Hautes-Alpes (100% du territoire en zone montagne) et la Lozère (99% de communes en zone montagne). En outre, son altitude moyenne est de 1 500 mètres et son point culminant à 3 855 m au sommet de la Grande Casse.
De par ces reliefs souvent enneigés, la Savoie compte 2 000 km de cours d'eau. Elle compte également la plus importante réserve d'eau douce de France qu'est le lac du Bourget.
Enfin, le territoire du département de la Savoie s'étend sur une superficie variant de 6 028 à 6 267 km2 selon la prise en compte, ou non, des étendues d'eau.

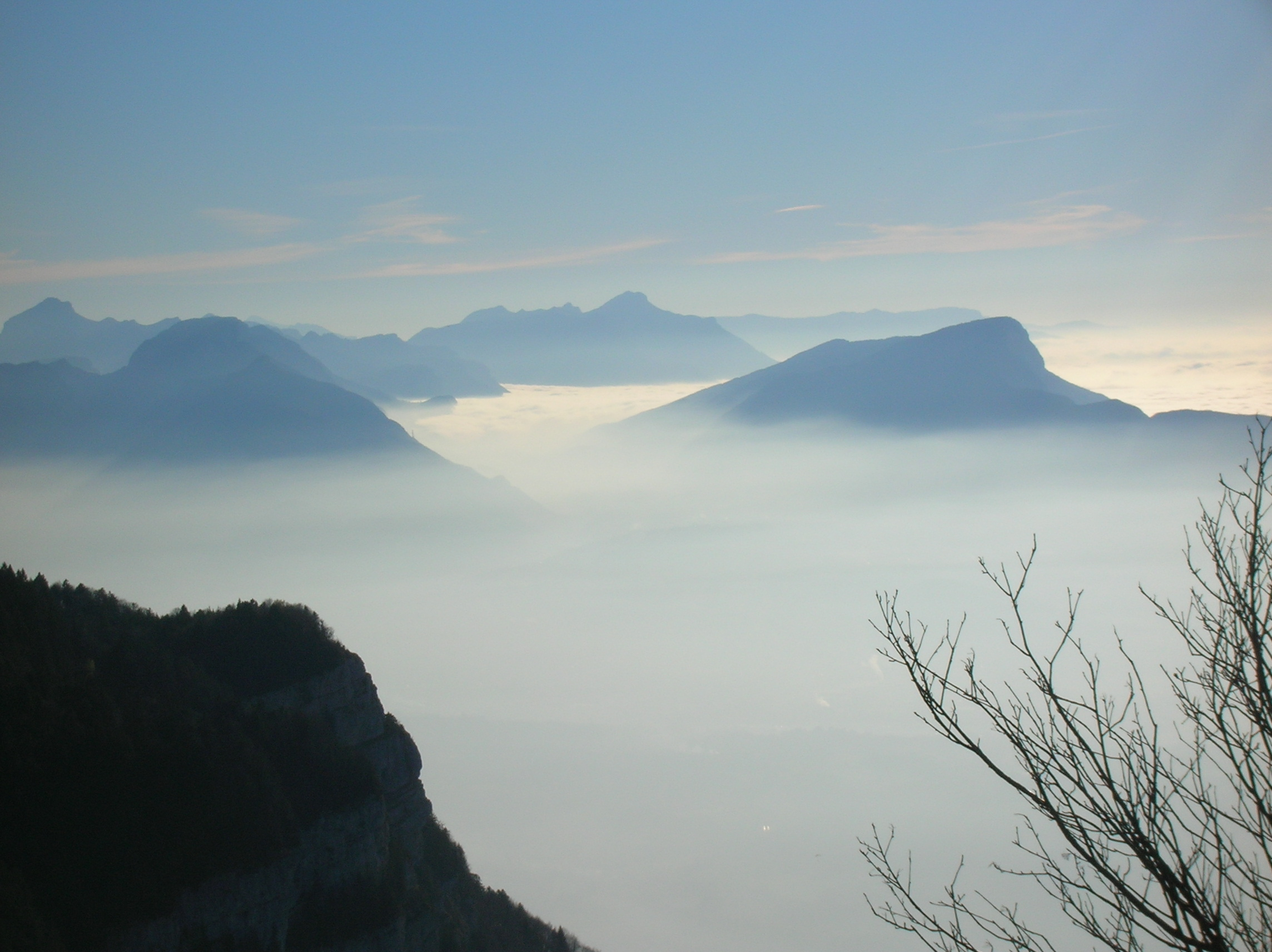
Le massif des Bauges vu sous les nuages.

## Situation

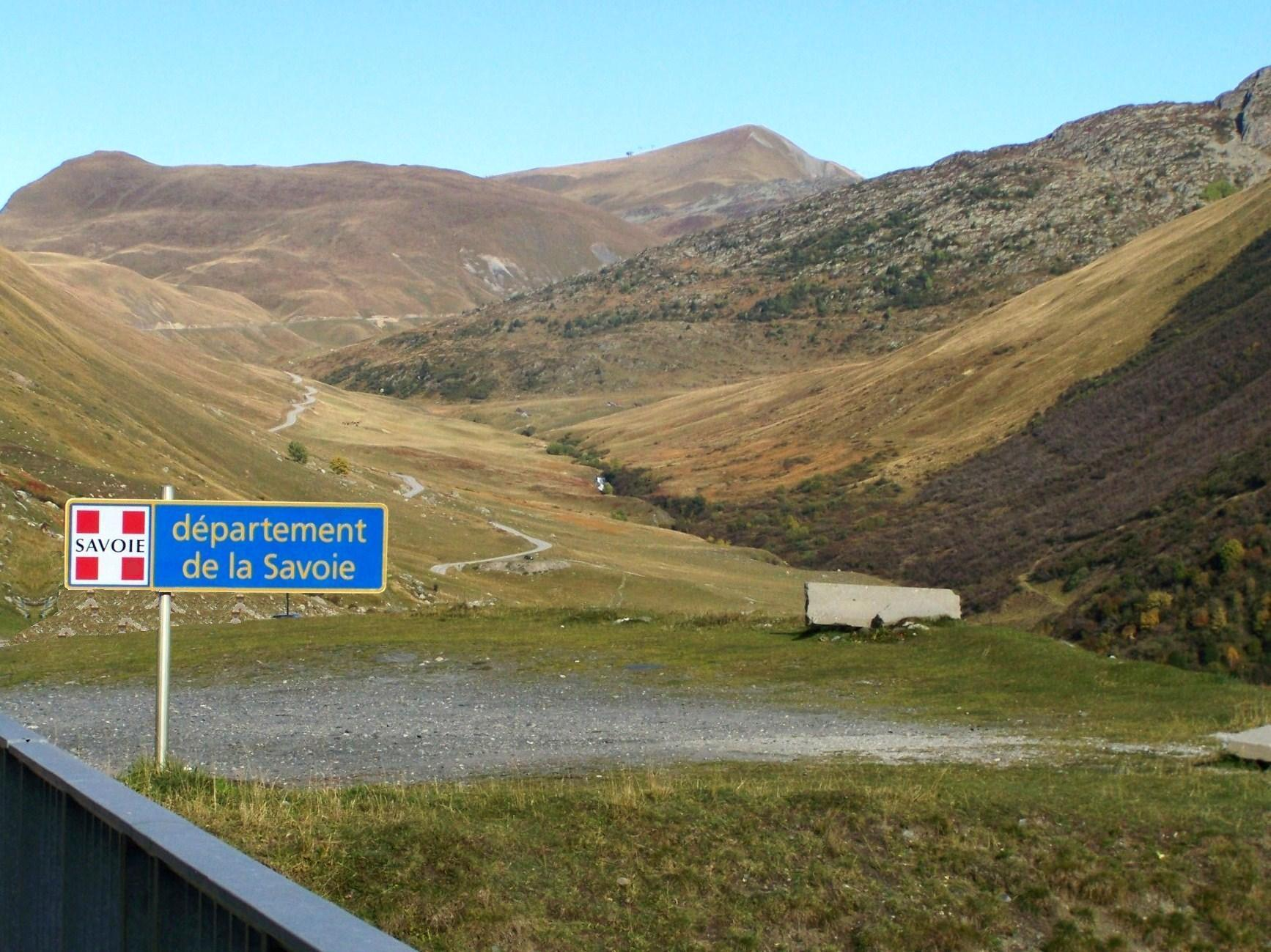
Entrée en Savoie près des cols du Glandon et de la Croix-de-Fer à 1770 m.

Le département de la Savoie est situé à cheval entre l'est et le sud-est de la France, dans les Alpes du Nord en région Auvergne-Rhône-Alpes. La Savoie est limitrophe des départements de la Haute-Savoie au nord, de l'Ain à l'ouest, de l'Isère au sud-ouest et des Hautes-Alpes au sud. L'est du département est pour sa part limitrophe avec le val de Suse (Piémont) et la vallée d'Aoste en Italie.
Le territoire s'étend sur une superficie de 6 028 à 6 267 km2 selon la prise en compte ou non des étendues d'eau, nombreuses en Savoie. La quasi-totalité de cette superficie, soit 5 541 km2 ou 88,4 % du territoire est située en zone de montagne ce qui en fait le département le plus montagneux de France. Son point le plus bas est à 208 mètres sur les bords du Rhône (le fond du lac du Bourget se situant pour sa part à environ 90 m d'altitude), et son point culminant à 3 855 mètres au sommet de la Grande Casse dans le massif de la Vanoise, soit un dénivelé de plus de 3 600 m et une altitude moyenne de 1 500 mètres. En matière de zones de vie, le chef-lieu de commune le plus bas est celui de Saint-Genix-sur-Guiers à 208 m et le chef-lieu le plus haut celui de Tignes à 2 100 m.
Son découpage géographique suit majoritairement des éléments naturels, en particulier les massifs montagneux. C'est le cas à l'est avec l'Italie, séparée de la France par les aiguilles et les grands cols tels le Mont-Cenis et le Petit Saint-Bernard, mais également avec les Hautes-Alpes au sud, joignable par le col du Galibier, et la partie nord-est de la Haute-Savoie où la limite suit la crête de la chaîne des Aravis, longe le col des Aravis jusqu'au niveau de la  tête Pelouse, et certains sommets des Bauges. C'est enfin aussi le cas avec l'Isère, séparée par la chaîne de Belledonne. Du côté de l'Ain, le Rhône marque la limite sur près de 50 kilomètres, de la confluence avec le Fier près de Seyssel aux environs de Saint-Genix-sur-Guiers. Pour les limites en plaine, celles-ci peuvent s'inspirer des limites historiques de la Savoie (par exemple celle avec la province du Dauphiné, au niveau du mont Granier) ou le plus souvent d'autres cours d'eau (comme le Guiers de l'Avant-Pays savoyard à la Chartreuse).

## Massifs
| \| Chartreuse Belledonne Grandes Rousses Vanoise Beaufortain Lauzière Arves Mont-Cenis Alpes grées Bauges Aravis Épine Cernes Mont-Blanc Chambotte Lac du Bourget \| Carte topographique de le Savoie |
| Chartreuse Belledonne Grandes Rousses Vanoise Beaufortain Lauzière Arves Mont-Cenis Alpes grées Bauges Aravis Épine Cernes Mont-Blanc Chambotte Lac du Bourget                                        |

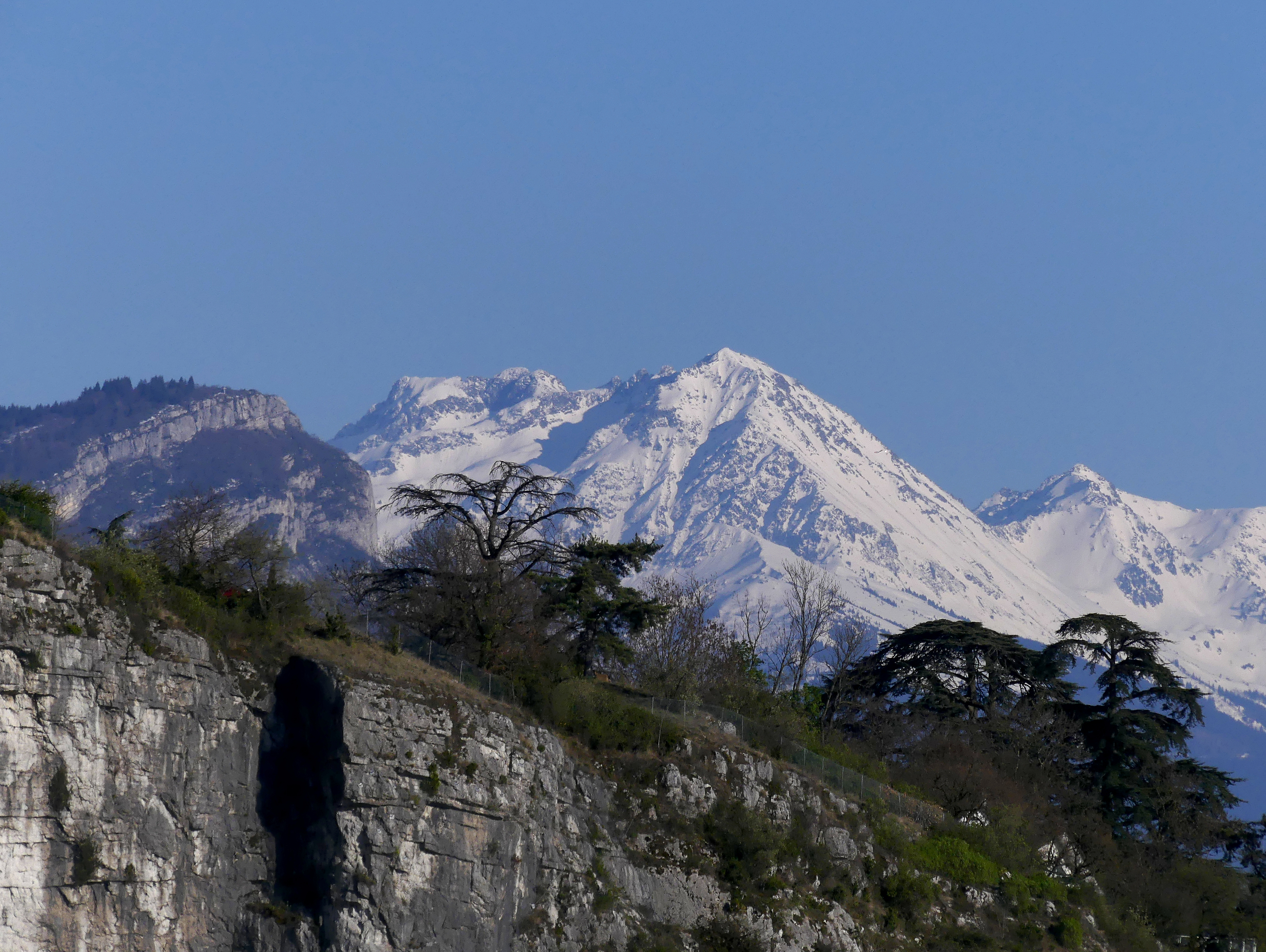
Les Monts (Chambéry), la Savoyarde (Bauges) et le massif de Belledonne enneigé.

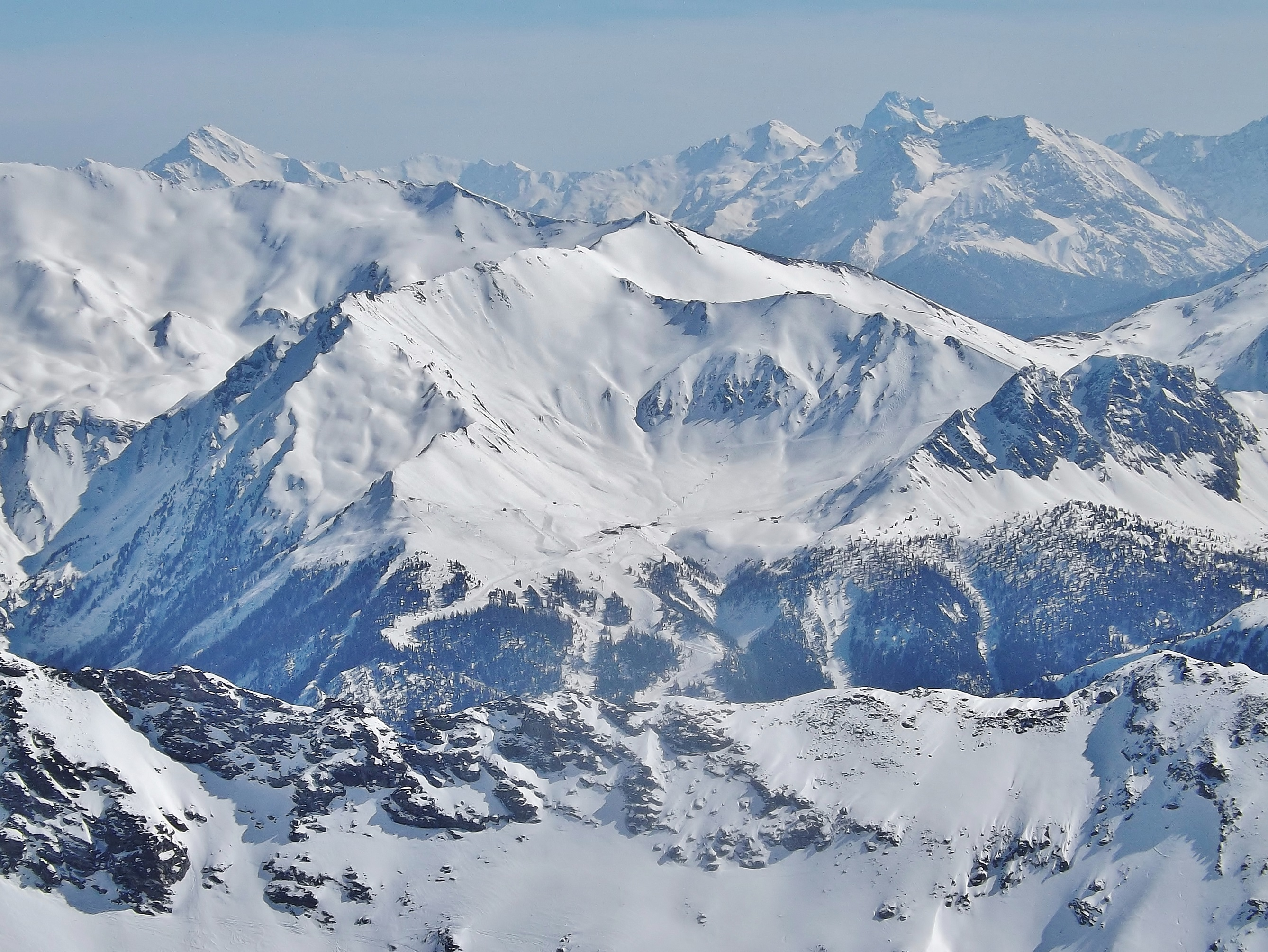
Massif des Cerces enneigé vers l'Italie.

La grande majorité des massifs de la Savoie sont des massifs alpins, parmi lesquels les massifs des Bauges, de la Chartreuse, du Beaufortain, du Mont-Blanc (sud-est), de la Lauzière, de la Vanoise, des Cerces, du Mont-Cenis, des Arves, et une partie de la chaîne de Belledonne. À ces massifs s'ajoute également la partie la plus méridionale du Jura, situé à l'ouest du département dans l'Avant-Pays savoyard et formé principalement par le mont du Chat, la chaîne de l'Épine et le massif de la Chambotte. Le val de Couz et la cluse de Chambéry marquent la limite entre le Jura et les Alpes.

### Massifs alpins
Le principal massif alpin du département de la Savoie est le massif de la Vanoise, qui s'étend du centre à l'est du département. Il compte de nombreux glaciers et les plus hauts sommets du territoire, dont la Grande Casse, point culminant du département à 3 855 mètres. Il fait l’objet de diverses protections environnementales, en particulier depuis la création du parc national de la Vanoise en 1963. C'est en outre sur ce massif que se situent la majorité des grandes stations de sports d'hiver du département, dont celles liées au domaine skiable des Trois Vallées.
Les autres massifs de haute montagne dont les points culminants excèdent les 3 000 m d'altitude se trouvent majoritairement sur les bordures orientales et méridionales du département. Ce sont les Alpes grées (pointe de Charbonnel, 3 752 m), le massif du Mont-Cenis (pointe de Ronce, 3 612 m) et le massif des Cerces, (aiguille de Scolette, 3 506 m) situés à la frontière avec l'Italie. Ce dernier continue vers l'ouest avec par exemple le (Grand Galibier, 3 228 m). Le massif des Arves  se situe à cheval sur le département des Hautes-Alpes  avec les (aiguilles d'Arves, 3 514 m) se dressant dans le ciel de la Moyenne Maurienne. Enfin les Grandes Rousses (pic Bayle, 3 465 m) enjambe la limite du département de l'Isère.
Suivent ensuite le massif du Mont-Blanc (l'aiguille des Glaciers, 3 816 m), le  massif du Beaufortain (Le Roignais, 2 995 m), le massif de la Lauzière (Grand pic de la Lauzière, 2 829 m), la chaîne de Belledonne (Grand pic de Belledonne, 2 977 m situé en Isère).
Enfin le département compte trois massifs préalpins plus à l’ouest, que sont les Aravis (pointe Percée, 2 750 m située en Haute-Savoie), le massif des Bauges (pointe d'Arcalod, 2 217 m), et le massif de la Chartreuse (Chamechaude, 2 082 m).
- Massif du Mont-Blanc (courte partie en Savoie)
- Massif de la Vanoise
- Alpes grées (sens restreint)
- Massif du Mont-Cenis
- Massif des Cerces
- Massif des Arves
- Grandes Rousses
- Massif du Beaufortain
- Massif de la Lauzière
- Chaîne de Belledonne
- Massif des Bauges
- Massif de la Chartreuse
- Massif des Aravis

### Massifs jurassiens

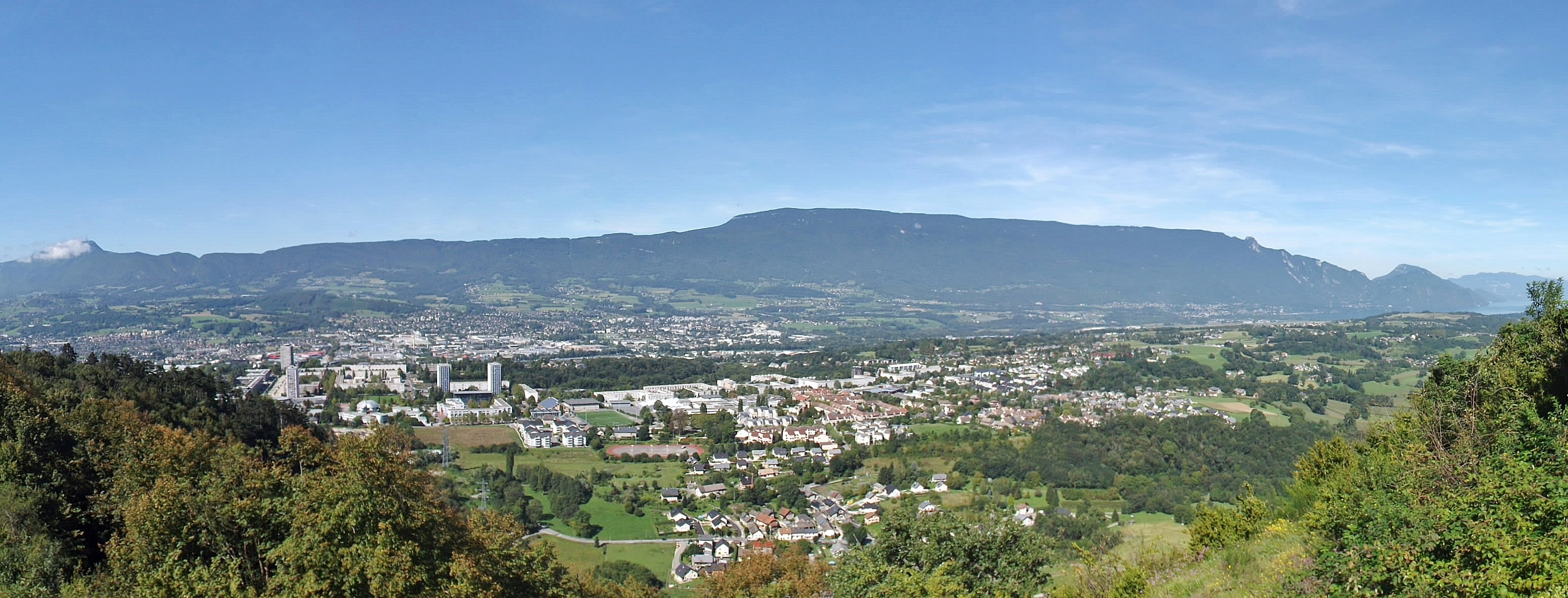
La chaîne de l'Épine et le mont du Chat.

La Savoie compte quelques massifs du Jura méridional situés sur la partie occidentale du territoire. Le chaînon le plus méridional du massif est la chaîne de l'Épine (mont Grelle, 1 427 m), le mont du Chat (signal du Mont du Chat, 1 496 m), le mont de la Charvaz (1 158 m), le mont Tournier (877 m) et le massif de la Chambotte (montagne du Gros Foug, 1 057 m).
Hormis le mont Tournier situé en totalité dans l'Avant-Pays savoyard et la chaîne de l'Épine située trop au sud, les massifs jurassiens en Savoie sont ceux qui bordent à l’est comme à l’ouest le lac du Bourget après avoir été creusés durant les glaciations quaternaires.
Le nord de la cluse de Chambéry étant délimité par le Jura à l'ouest et les Alpes à l'est, les villes de Chambéry et d'Aix-les-Bains sont de fait situées entre les deux massifs.

## Hydrographie

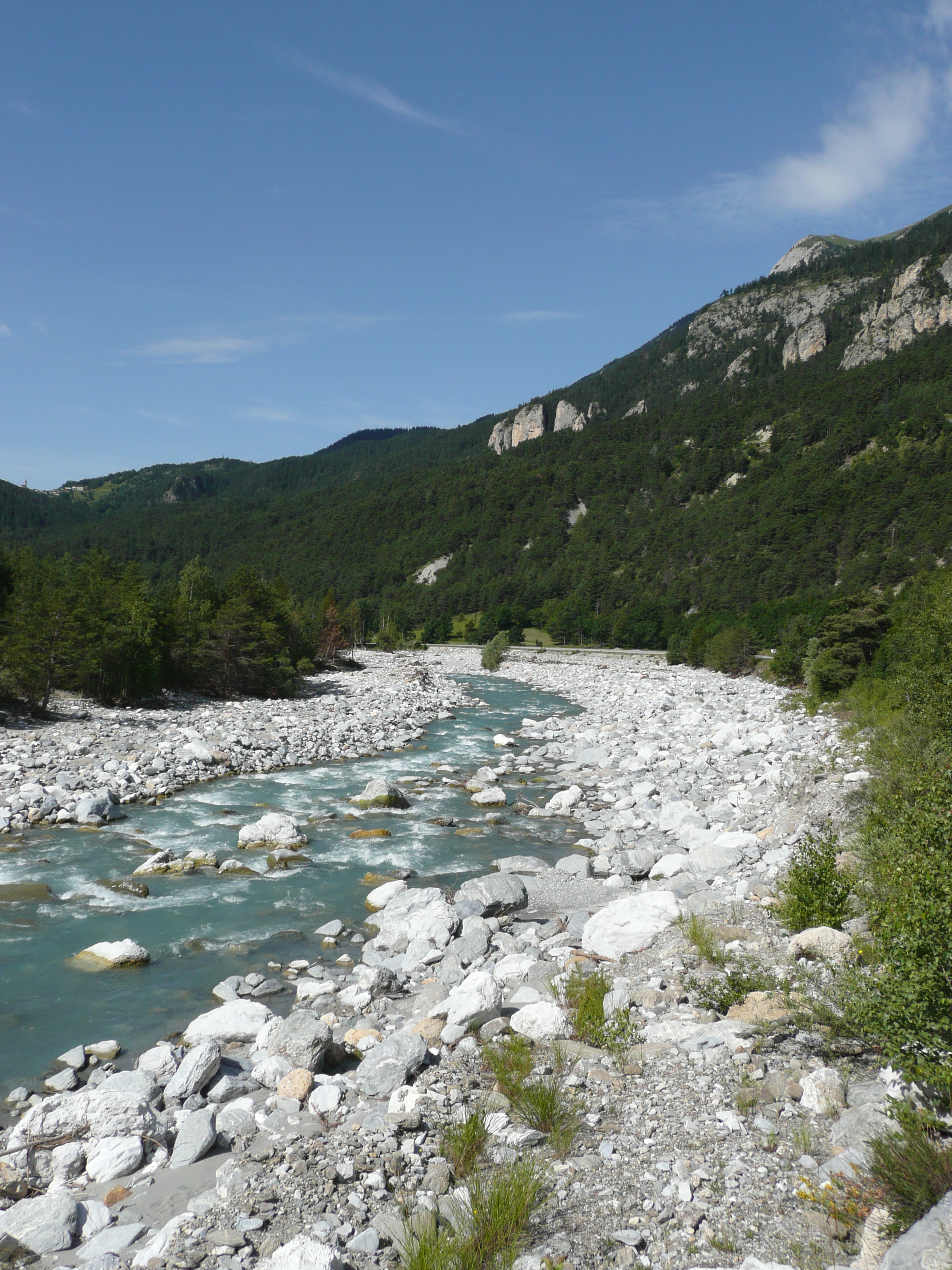
L'Arc parcourt la Maurienne sur 127.5 km. Les fortes crues ont façonné un large lit dans son bassin supérieur.

En matière d'hydrographie, le département de la Savoie, de par son relief montagneux, compte un grand nombre de cours d'eau et plusieurs lacs naturels ou artificiels.
La superficie totale en eau du département s'élève à plus 12 500 hectares, soit 2 % du territoire, parmi lesquels 8 000 ha représentent des lacs ou des retenues d'eau. Ces retenues d'eau, principalement des lacs de barrage ou lacs artificiels, retiennent de 89 à 890 millions de mètres cubes d'eau selon les saisons, un volume conséquent démontrant l'importance de l'hydroélectricité au sein du département. La longueur totale des cours d'eau avoisine pour sa part les 2 000 kilomètres.
L'hydromorphologie est prépondérante en Savoie en raison du lien fort entre l'eau et le paysage qu’elle a façonné. L'exemple le plus visible sont les deux grandes vallées de la Tarentaise et de la Maurienne creusées respectivement par l'Isère et l'Arc. La première contourne le massif de la Vanoise par le nord et la seconde par le sud. Les rivières longent la frontière italienne sur la partie supérieure de leur bassin. Elles font jonction dans l'ample combe de Savoie à proximité du Pont Royal avant de poursuivre leur course en direction de la vallée du Rhône. Ces rivières sont les seules à parcourir plus de 100 km sur le territoire du département, et la majorité des autres cours d'eau, qu’il s'agisse des torrents de régime nival (issus principalement de la fonte des neiges) ou des autres cours d'eau de régimes nival ou pluvio-nival comme l'Arly, sont des affluents de ces-derniers.
À l’ouest du département les autres cours d'eau sont pour la plupart des affluents directs du Rhône. Ils prennent naissance dans les Préalpes comme le Chéran. D'autres comme la Leysse alimentent le lac du Bourget avant de se jeter dans le fleuve. Le Rhône longe le département et fixe sa limite nord-occidentale, de la Chautagne au nord jusqu'à Saint-Genix-sur-Guiers dans l'Avant-Pays savoyard.
Ses deux principales étendues d'eau sont le lac du Bourget (de 44,5 km2, le plus grand et le plus profond lac naturel d'origine glaciaire français situé exclusivement en France) et le lac d'Aiguebelette (5,45 km2), l'un des plus purs de France en raison d'un arrêté préfectoral de 1976 interdisant l'usage de bateaux à moteur thermique (à l'exception des services de secours) sur le lac. De nombreux autres lacs de taille plus modeste composent le territoire du département, en particulier des lacs dit « de montagne ».

### Lacs
La Savoie compte ainsi environ 8 000 hectares de lacs naturels et de retenues, soit les deux tiers de la superficie totale en eau du département s'élevant à 12 500 ha.

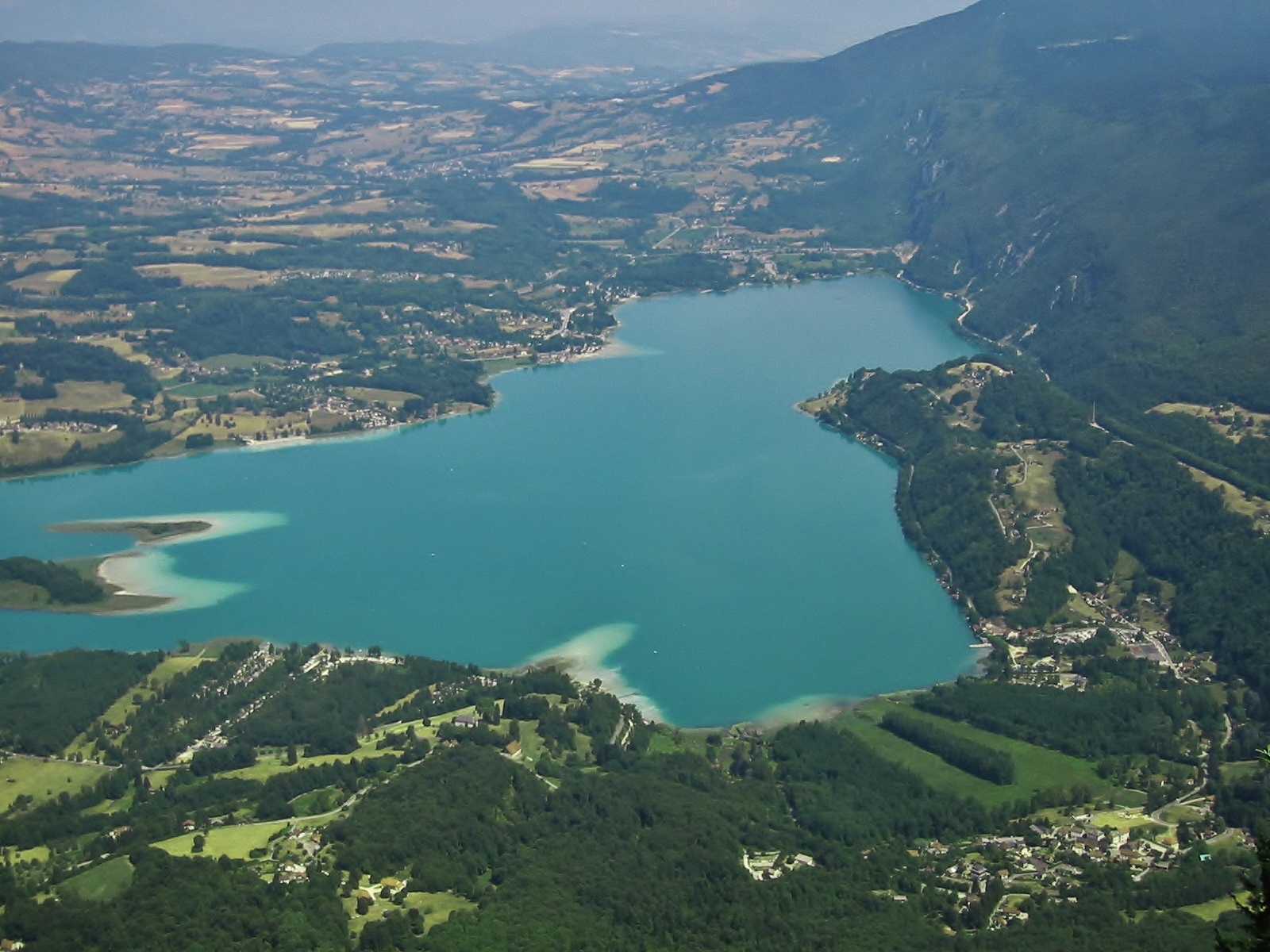
Le lac d'Aiguebelette en été.

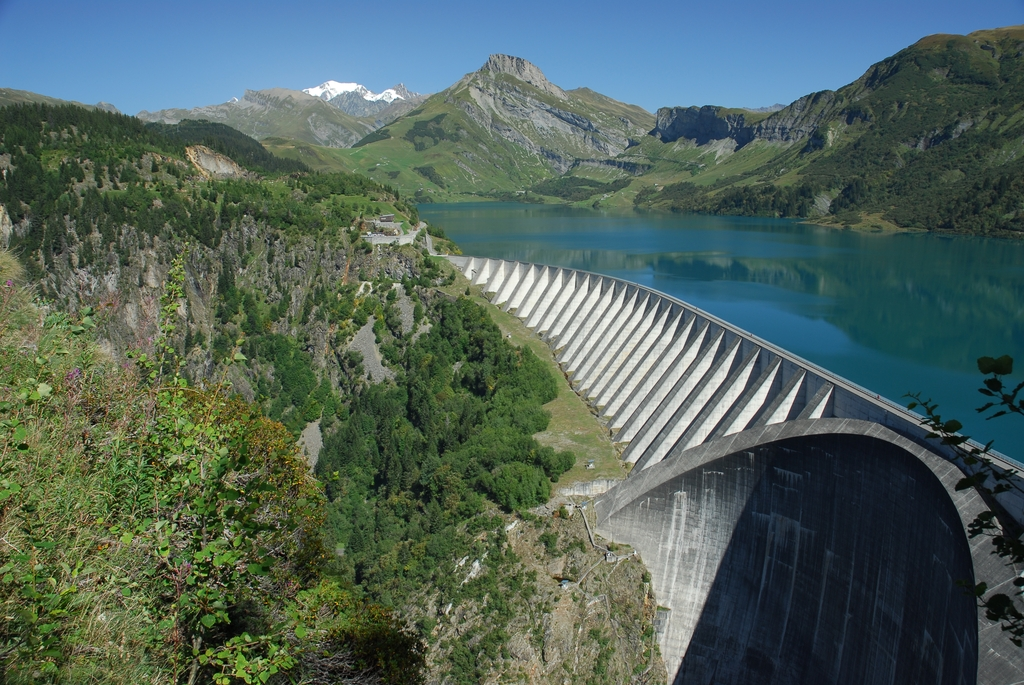
Lac et barrage de Roselend.

Le plus important d'entre eux est le lac du Bourget qui représente plus de la moitié de la surface lacustre départementale avec 4 460 ha de superficie. Mais le lac est aussi le plus important à d'autres titres : il est d'une part le plus grand et le plus profond lac naturel d'origine glaciaire situé intégralement en France (le lac Léman couvrant la France et la Suisse) et il constitue d'autre part la première réserve d'eau douce de France, avec un volume d'eau de 3,6 milliards de m3, soit l'équivalent de la consommation domestique annuelle en eau potable en France.
Le second plus important lac de la Savoie est le lac d'Aiguebelette, situé en bordure ouest de la chaîne de l'Épine dans l'Avant-Pays savoyard. Il est le troisième plus grand lac d'origine glaciaire français après le lac d'Annecy avec une superficie de 545 ha et un volume d'eau d'environ 166 millions de m3. Le lac d'Aiguebelette possède en outre la particularité de bénéficier d'un arrêté préfectoral de 1976 interdisant l'usage de bateaux à moteur thermique (à l'exception des services de secours) à des fins de préservation de son environnement.
De nombreux autres lacs naturels de plaine ou de montagne sont présents en Savoie, de diverses tailles et à diverses altitudes, parmi lesquels :
- lac de la Bailletta
- lac des Bataillères
- lac Blanc (plusieurs)
- lac Bramant
- lac des Cerces
- lac de Chevelu
- lac des Cornaches
- lac Crintallia
- lac de la Croix
- lac de Curtales
- lac des Évettes
- lac de Forclaz
- lac de la Glière
- lac de la Grande Léchère
- lac du Lou
- Lac Noir (plusieurs)
- lac de la Partie
- lac du Petit
- lac de Presset
- lac du Retour
- lac de Saint-André
- lac de Sainte-Hélène
- lac de Savine
- lac des Tempêtes
- lac de la Thuile
- lac Tournant
- lac du vallon du Clou
- lac de la Vecchia (partie en Italie)

En plus des lacs naturels, de par son relief, la Savoie est une terre de production d'énergie hydroélectrique depuis le milieu du XXe siècle. La production de cette énergie a requis le remplissage de nombreuses retenues d'eau sous forme de lacs de barrage. Les plus importants sont le lac du Mont-Cenis, le lac du Chevril ou le lac de Roselend, mais une multitude d'autres lacs de toutes tailles existent, parmi lesquels :
- lac de Bissorte
- lac de la Girotte
- lac de la Gittaz
- lac de Saint-Guérin
- lac de la Sassière
- lac du Saut
- Plan d'Amont
- Plan d'Aval

### Cours d'eau

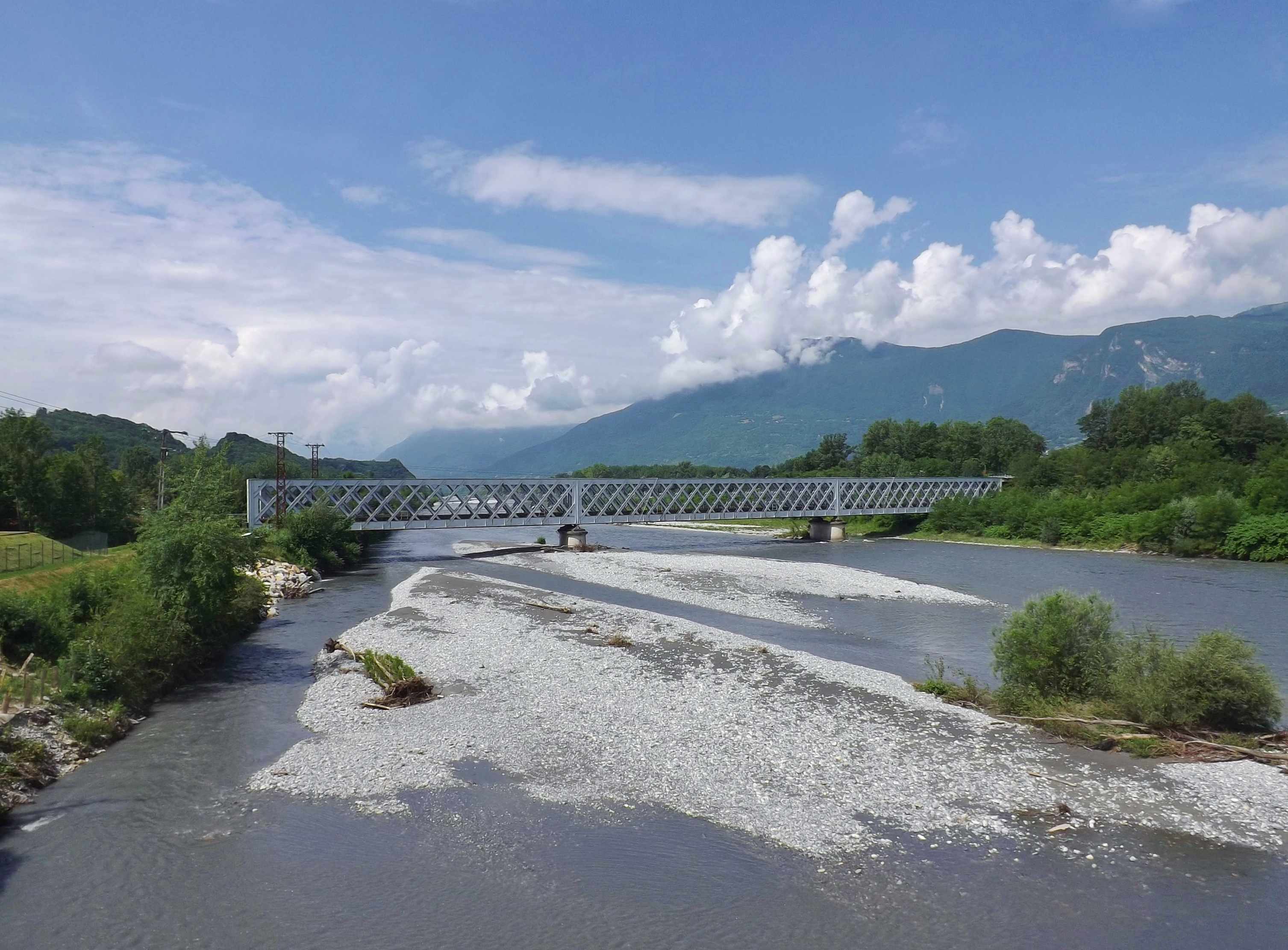
L'Isère, principale rivière de Savoie.

Le département de la Savoie compte environ 2 000 kilomètres de cours d'eau, dont 1 860 km de première catégorie et 60 km de deuxième catégorie.

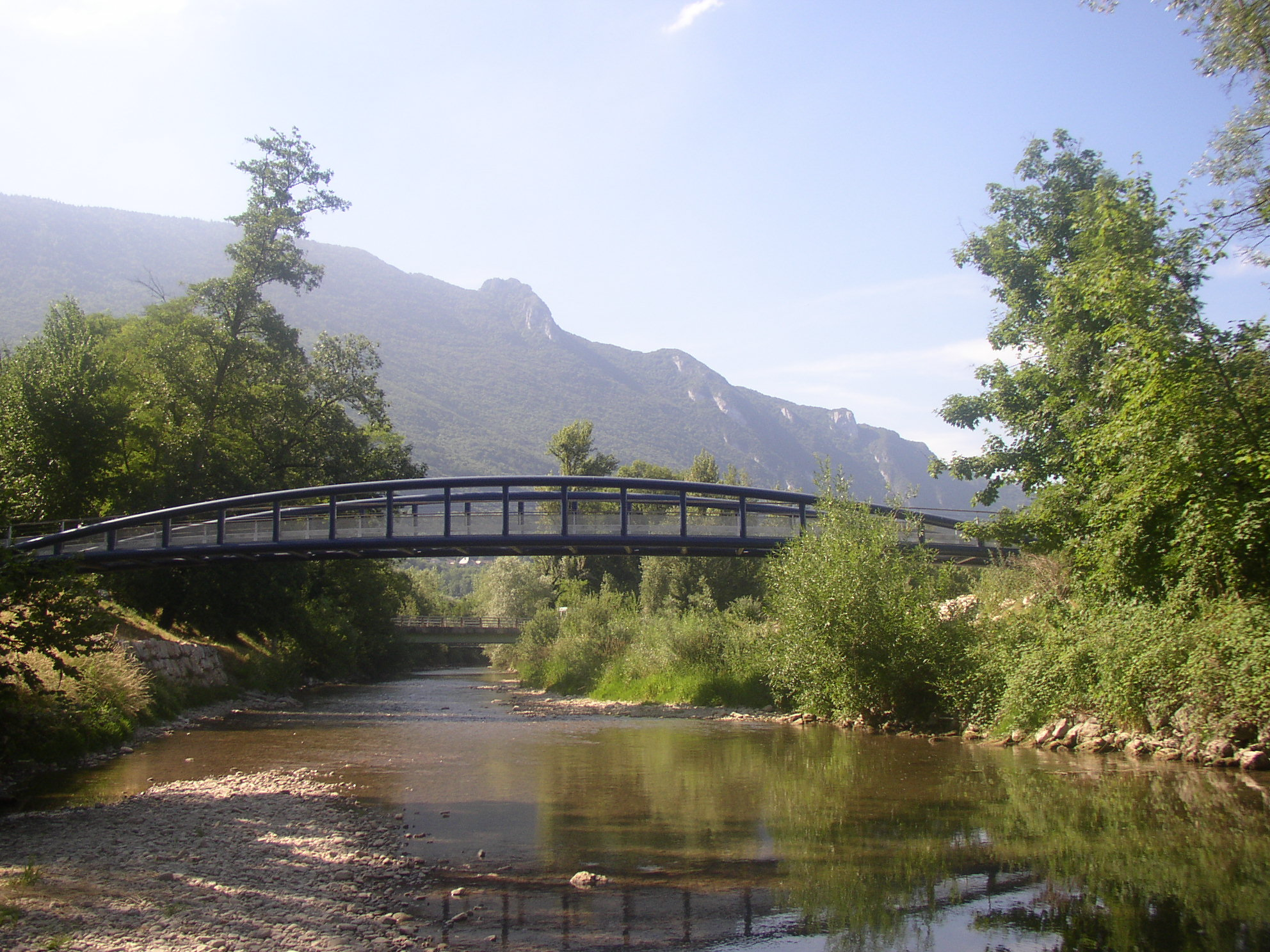
La Leysse arrivant au lac du Bourget.

Un seul fleuve est présent sur le territoire départemental : il s'agit du Rhône, bien que ce-dernier se contente de constituer la limite nord-occidentale du département avec le département voisin de l'Ain. Le Rhône est relié au lac du Bourget par le canal de Savières, le seul cours d'eau d'Europe dont le courant peut s'inverser sur toute sa longueur de façon naturelle lors des grandes crues.
Hormis le Rhône, le département compte deux rivières dont le parcours excède les 100 km de long que sont l'Isère (286,1 km jusqu'à la vallée du Rhône) et l'Arc (127,5 km). L'Arc est un affluent de l'Isère dans laquelle il se jette à la sortie de la vallée de la Maurienne dans la combe de Savoie. La majorité des torrents et cours d'eau du département sont des affluents de ces deux principales rivières. Par exemple, l'Arly et le Doron de Beaufort sont des affluents de l'Isère tandis que l'Arvan et le Glandon sont des affluents de l'Arc. Les autres cours d'eau du département sont des affluents du Rhône, soit directement comme le Chéran, soit indirectement par l'intermédiaire du lac du Bourget comme la Leysse ou le Sierroz.
Parmi les cours d'eau du département de la Savoie figurent :
- l'Aillon
- l'Aitelène
- l'Albanne
- l'Albenche
- l'Arc
- l'Arly
- l'Argentine
- l'Arrondine
- l'Arvan
- la Bialle
- le Bissorte
- la Bréda
- le Bugeon
- la Chaise
- le Chéran
- le Coisin
- la Deysse
- la Doria
- le Dorinet
- le Doron de Belleville
- le Doron de Beaufort
- le Doron de Bozel
- le Doron de Chavière
- le Doron de Champagny
- le Doron de Termignon
- le Doron des Allues
- l'Eau d'Olle
- l'Eau Rousse
- le Flon
- le Gelon
- les Glaires
- la Glandon
- le Gozon
- le Guiers
- l'Hyères
- l'Isère
- la Leysse
- le Méline
- les Neuvaches
- la Neuvachette
- le Ponturin
- le ruisseau d'Ambin
- le Sierroz
- le Tillet
- le Thiez
- le torrent des Glaciers
- le Truison
- la Valloirette

La présence du terme « Doron » est singulière au territoire, celui signifiant « torrent » ou « petite rivière » en savoyard dans sa partie sud. Le terme « Nant » est également fréquent pour désigner de plus petits cours d'eau, ce terme signifiant en effet « ruisseau » ou « petit torrent » en savoyard (exemples avec le Nant Bruyant à la Motte-Servolex, le Nant de la Baye à Aix-les-Bains ou le Nant du Pontet à Jacob-Bellecombette).

## Bois et forêts

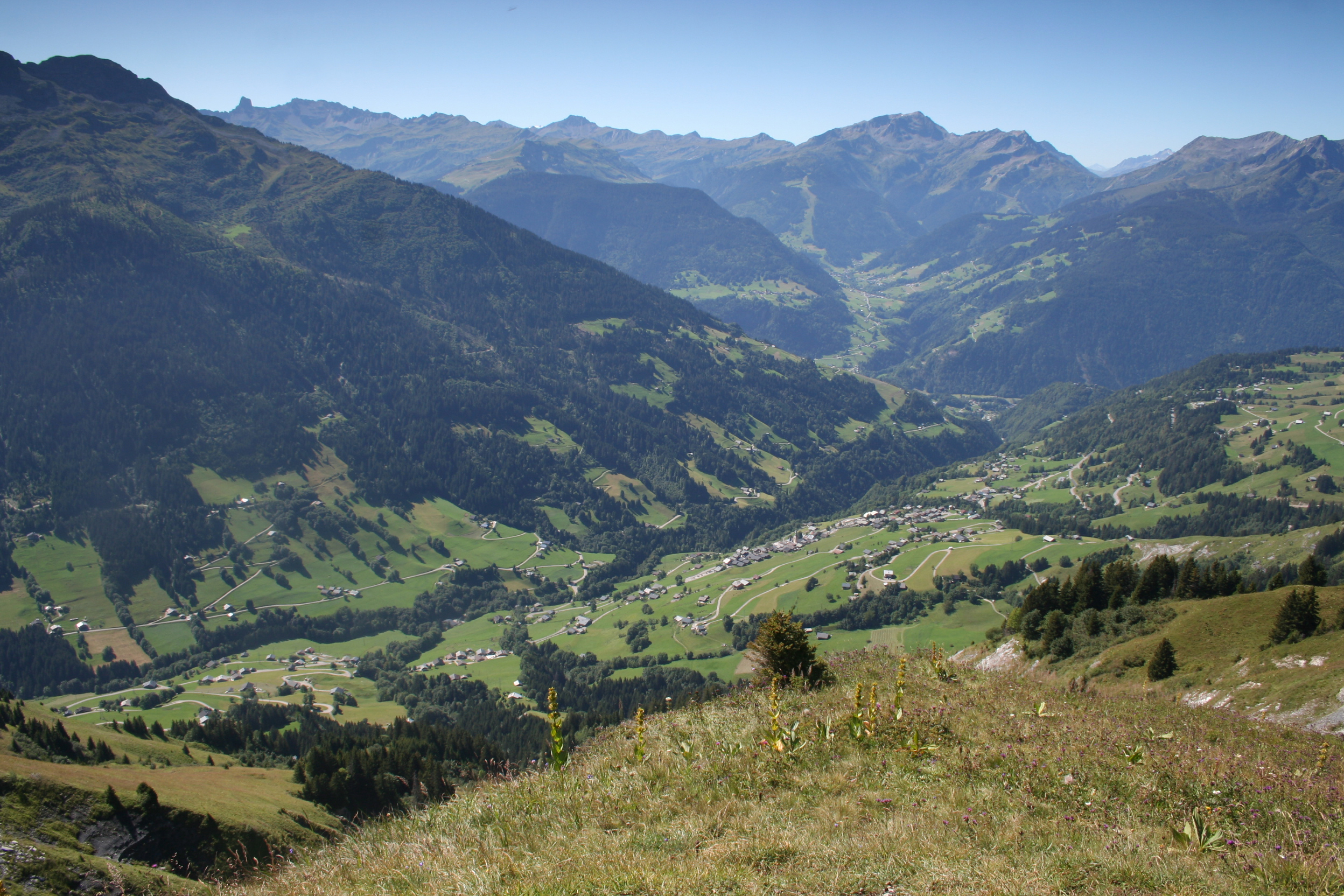
Forêts du Beaufortain à Hauteluce.

La forêt en Savoie s'étend sur une superficie dee 202 000 hectares, soit près d'un tiers du territoire départemental. Il s'agit d'une surface en progression continue depuis le XXe siècle en raison du recul des espaces agricoles, auxquels peuvent s'ajouter les vignobles disparus au cours du XIXe siècle en raison de l'invasion du phylloxéra en Europe.
La majeure partie de la forêt savoyarde se situe sur les étages montagnard (entre 800 et 1 500 m) et subalpin (entre 1 500  et   2 500 m d'altitude) et est majoritairement composée de résineux, parmi lesquels de très nombreux épicéas et un peu moins de sapins et de mélèzes. Les feuillus sont pour leur part davantage présents à l’étage collinéen (inférieur à 800 m d'altitude).
Le type de gestion effectué sur les forêts de Savoie a conduit à une physionomie forestière marquée sous forme de futaie irrégulière, où se côtoient des arbres de tous âges et de toutes tailles.

### Forêt privée
En plus des forêts domaniales, il existe au sein du département de la Savoie de nombreuses forêts privées.
- 109 000 hectares de forêts privée
- 56 % de l'ensemble des forêts savoyardes(tx de boisement de 31 %)
- 58 500 propriétaires forestiers.
- 1,8 hectare de propriété forestière moyenne.
- 570 forêts de plus de 10 hectares

## Géologie

### Découpages géologiques

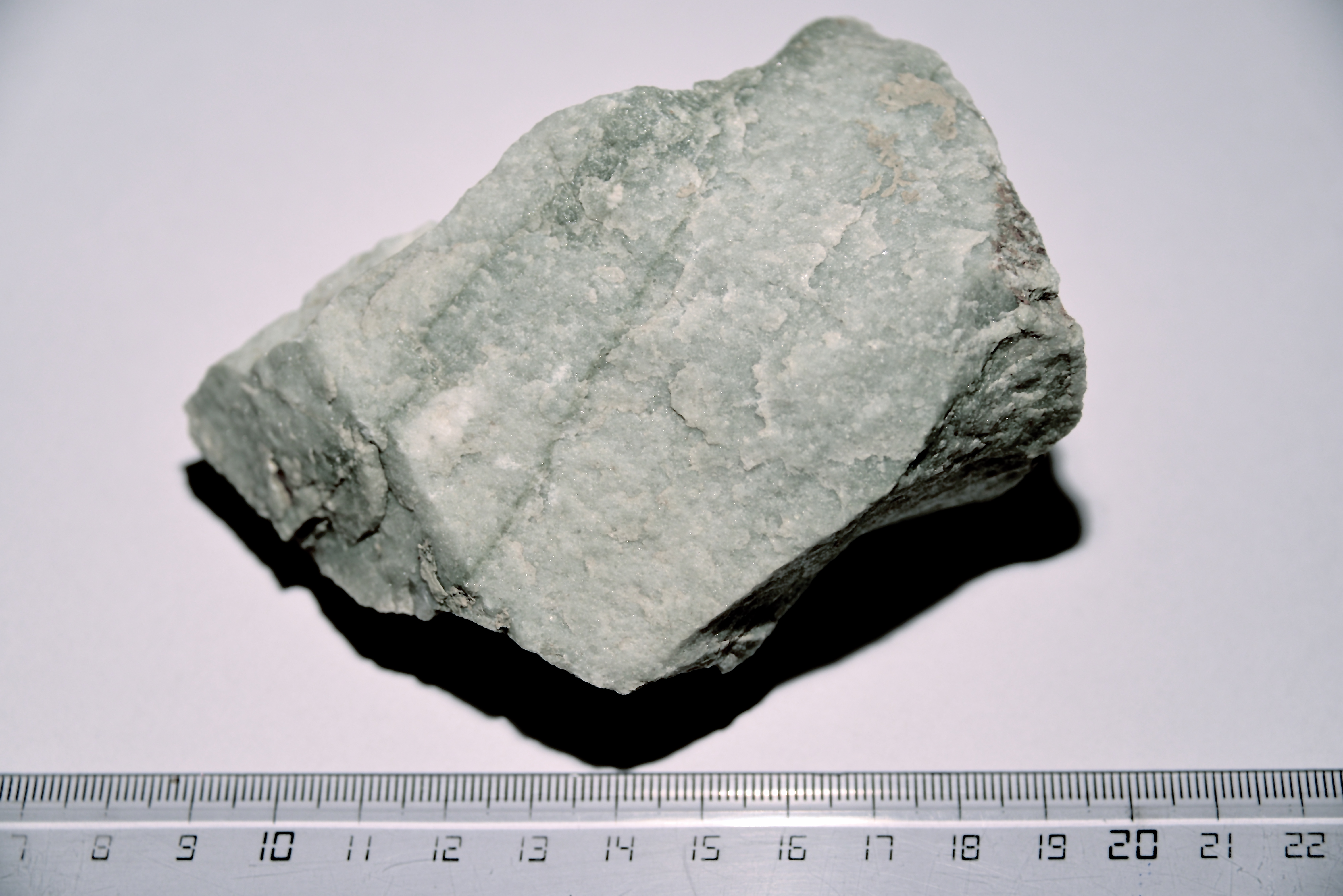
Métaquartzite bleuté, gisement de Sollières l'Endroit. Cette roche métamorphique extrêmement dure est une des roches constituant le socle de la Vanoise cristalline.

La Savoie est comprise dans le domaine géologique alpin, à l'est du rift ouest-européen. Ses grandes unités géologiques sont globalement accolées et parallèles les unes aux autres selon un axe nord-sud ou nord-est — sud-ouest. D'ouest en est, ces unités sont celles de la couverture plissée du massif du Jura, des zones déprimées, de la couverture des massifs cristallins externes, au sein desquels se trouvent ces derniers, des massifs cristallins de la Vanoise et d'Ambin et des nappes de schistes lustrés. Dans ces deux dernières unités se trouvent également quelques zones de massifs cristallins internes.
La couverture plissée du Jura s'étend en Chautagne et de manière générale sur l'Avant-Pays savoyard à l'exception de la zone de confluence du Guiers et du Rhône qui constitue une courte zone déprimée. Une plus grosse zone déprimée est celle longeant le Jura et le massif des Bauges dans la cluse de Chambéry en remontant par Aix-les-Bains jusqu'à l'Albanais. Cette zone est issue d'un remblaiement datant du Miocène, souvent recouverts par des dépôts morainiques datant de la glaciation de Würm qui se termina il y a environ 12 000 ans. La couverture des massifs cristallins externes couvre pour sa part les massifs des Bauges, de la Chartreuse, la combe de Savoie, le val d'Arly et une partie de la Maurienne et de la Tarentaise (jusqu'à Saint-Jean-de-Maurienne et Moûtiers). Au sein de cette couverture s'étendent les massifs cristallins que sont les massifs de Belledonne, de la Lauzière et la partie occidentale du Beaufortain.
Puis un premier front de chevauchement sépare ces unités de l'ouest du département avec celle des massifs de la Vanoise. Un second chevauchement délimité par la cicatrice de Chavière marque la fin des massifs houillers et le début des massifs cristallins. Ainsi l'extrême est du département est constitué par l'unité cristalline Grand-Saint-Bernard/Vanoise/Ambin qui regroupe un ensemble géologique allant du Valais au val de Suse. Ici le socle de la Vanoise dite cristalline rencontre le socle cristallin d'Ambin autour du massif du mont-Cenis formant une continuité géologique. Cette zone est constituée d'une multitude de roches métamorphiques, quartzite, schiste vert, gneiss, micaschiste, ou bien encore serpentinite et calcschiste.

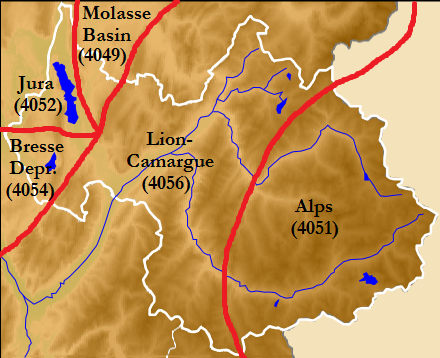
Provinces géologiques en Savoie.

Cette richesse minérale entraîne une grande diversité de reliefs, mais aussi de végétation qui se développent grâce aux différents types de sols que ces roches offrent. D'un versant à l'autre peuvent donc se rencontrer des espèces végétales très différentes du fait de la nature plus ou moins acide ou calcicole des sols. Des nappes de schistes lustrés sont également largement présentes en Haute-Maurienne et Haute-Tarentaise. À l'extrémité de ces deux vallées alpines existent de courtes unités du massif cristallin interne du Grand Paradis.
Le département de la Savoie a en outre la particularité d'être situé sur cinq provinces géologiques européennes (découpage établi par l'USGS), dont quatre possédant un point commun à l'ouest du département. Ces provinces géologiques sont, en termes anglais, celles de Bresse Depression (4054) présente au sud de l'Avant-pays, de Jura (4052) au nord et en Chautagne, de Molasse Basin (4049) au niveau de l'Albanais, de Lion-Camargue (4056) sur la partie alpine occidentale du département, et enfin celle de Alps (4051) sur les massifs alpins de l'est du département.

### Sismicité
Pour ce qui concerne les risques sismiques, selon le zonage sismique entré en vigueur le 1er mai 2011, le département de la Savoie possède une grande moitié ouest de son territoire (incluant Chambéry, Aix-les-Bains et Albertville notamment) en risque « moyen » (accélération > 1,6 m/s2), et l'autre grande partie est (incluant notamment Moûtiers) en risque « modéré » (accélération > 1,1 m/s2). La limite entre ces deux zones se situe sur un axe s'étendant du Beaufortain à Saint-Jean-de-Maurienne. Enfin une seconde poche de sismicité moyenne s'étend en Haute Maurienne dans le massif du Mont-Cenis entre Avrieux et Bessans. De manière générale, le massif alpin français est situé en zonage modéré ou moyen (cf. zonage sismique 2011).

### Géomorphologie

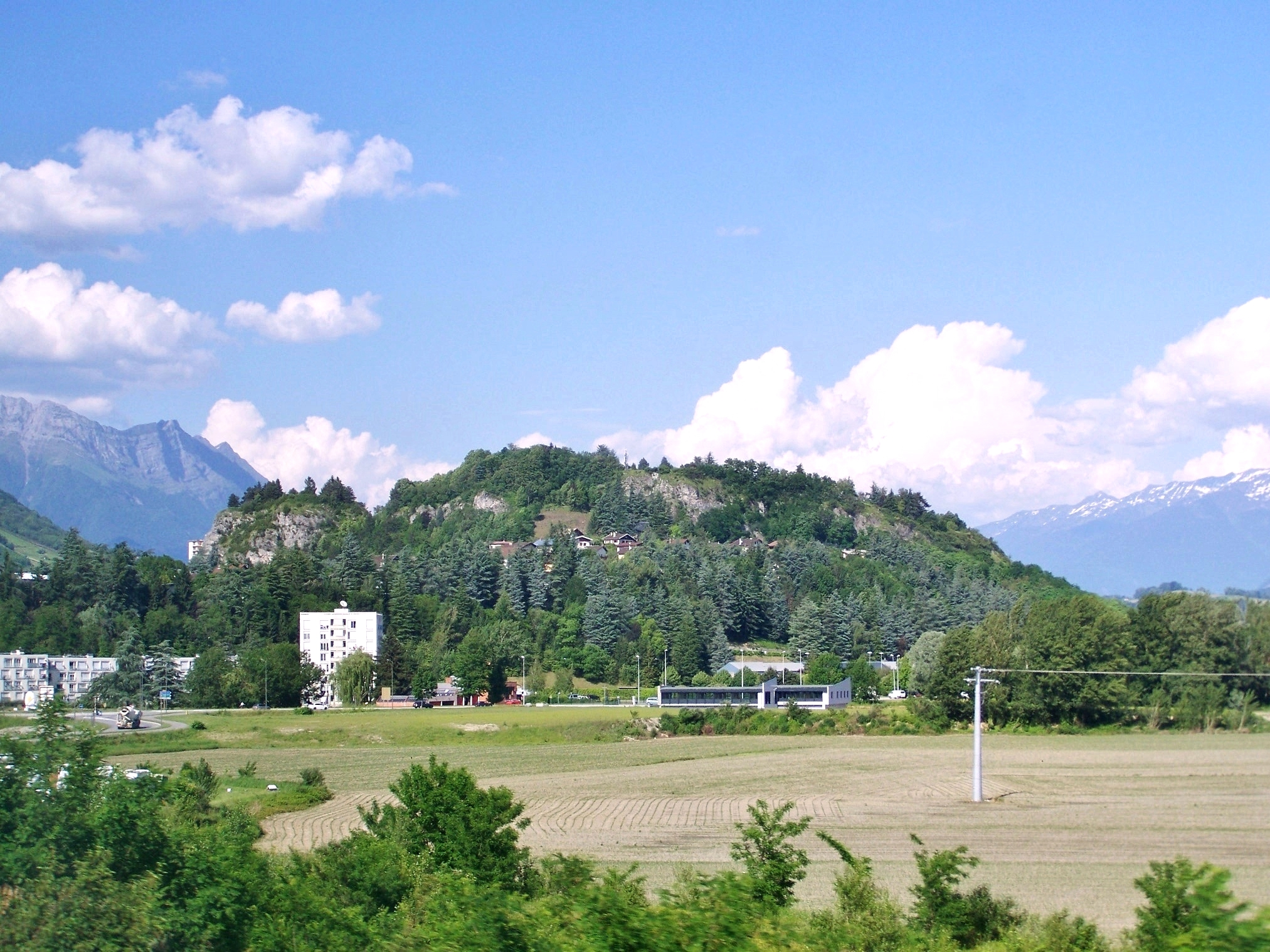
Verrou glaciaire de Montmélian.

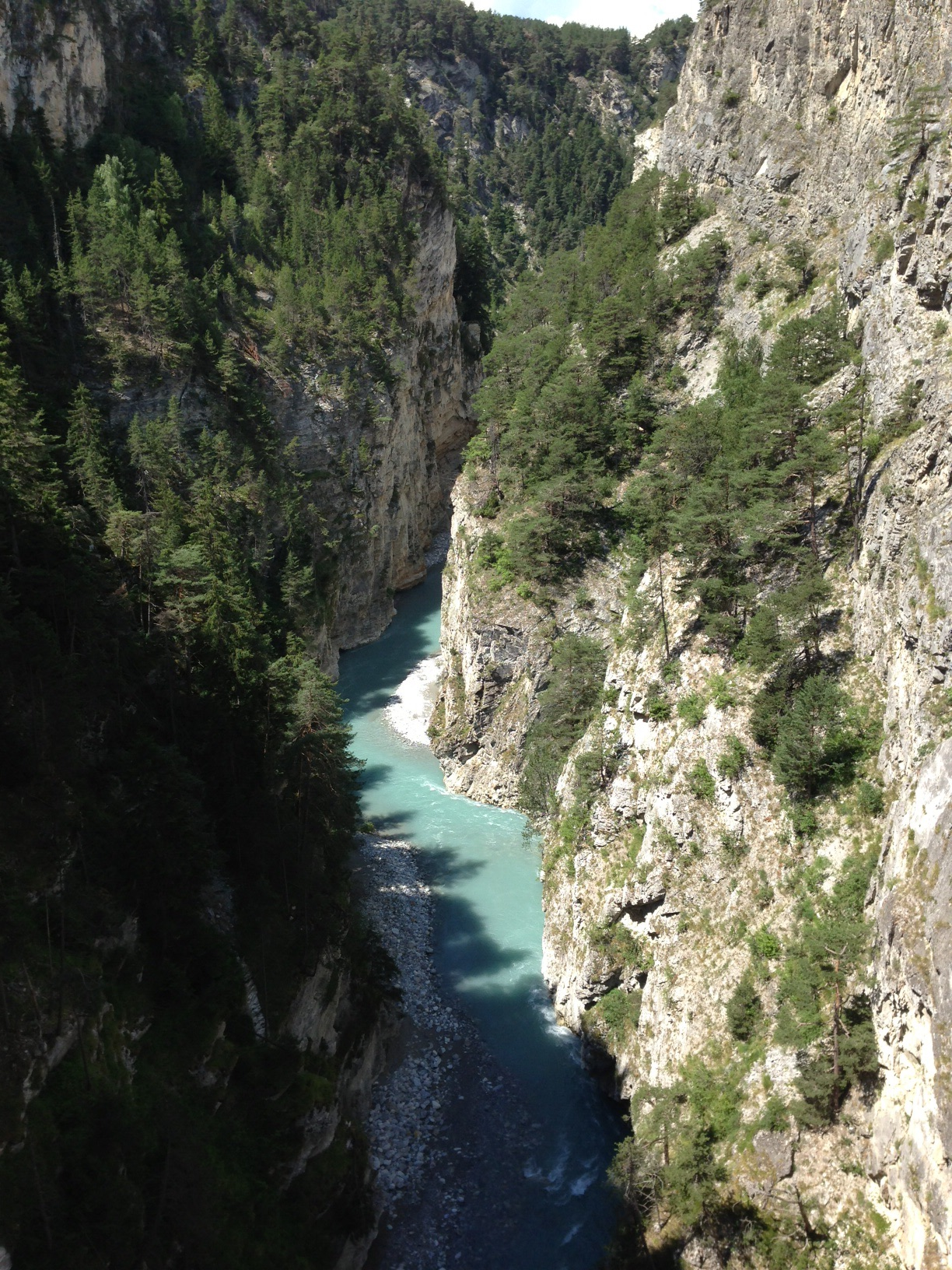
Gorges, verrous et ombilics façonnent les fonds de vallées, telles ici les gorges de l'Esseillon.

Le territoire de la Savoie ayant subi les dernières grandes glaciations quaternaires, son relief actuel en présente de nombreuses traces, en particulier au travers des multiples gorges, verrous ou ombilics glaciaires creusés par la glace puis l'eau dans les roches.
Ces gorges existent à la fois sur le passage des deux principales rivières du département, comme les gorges de la Pucelle sur l'Isère en aval d'Aime ou les gorges de l'Esseillon sur l'Arc en amont de Modane. Pour autant, les plus petits cours d'eau comptent aussi leurs gorges, comme les gorges de Chailles sur le Guiers ou les gorges du Frou sur le Guiers Vif, toutes deux dans l'Avant-Pays savoyard, ou encore les gorges dites « du pont du Diable » sur le Chéran à la sortie du cours d'eau du massif des Bauges.
Parmi les principaux verrous du département peuvent être cités le verrou de Montmélian, sur lequel a été bâti le château de Montmélian, ou le verrou de l'Esseillon où furent bâtis les forts de la barrière de l'Esseillon. S'ajoutent également des verrous comme la bosse de Châtillon au nord du lac du Bourget, verrou moutonné ayant contribué à creuser l'ombilic lacustre, ou encore la bosse de Saint-Innocent le long du lac un peu plus au sud.
Le principal ombilic de Savoie est sans-doute celui où se situe l'actuel lac du Bourget. L'actuelle combe de Savoie est également le résultat d'un long ombilic qui s'étendait d'Albertville à Grenoble et occupé par un lac après le retrait du glacier mais peu à peu comblé par les alluvions de l'Isère qui coule toujours dans la combe.
Le département possède également de très nombreux escarpements, certains étant relativement récents comme celui du mont Granier depuis l'éboulement de 1248.
Enfin, la Savoie compte toujours un certain nombre de glaciers au-delà de 3 000 m d'altitude, la plupart suspendus aux flancs des montagnes sur lesquelles ils poursuivent une lente érosion.

## Ressources naturelles

### La protection des espaces naturels
Dans le cadre de la protection des espaces naturels de nombreux parcs et réserves naturelles ont été mis en place au sein du département de la Savoie.

#### Les parcs nationaux et régionaux
- Parc national de la Vanoise
- Parc naturel régional du Massif des Bauges

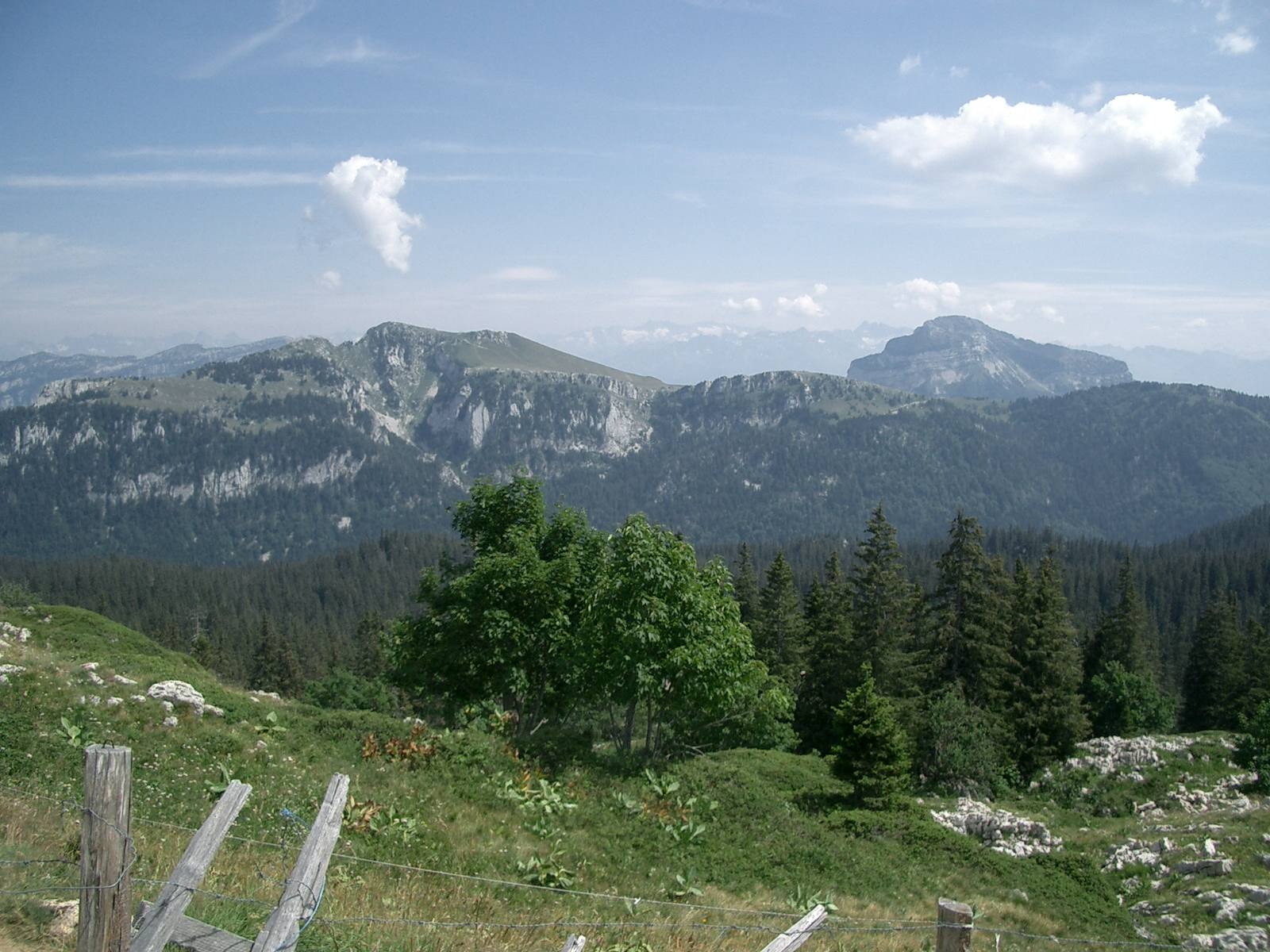
La Chartreuse

- Parc naturel régional de Chartreuse

#### Les réserves naturelles
- Réserve naturelle de la Bailletaz
- Réserve naturelle nationale de la Grande Sassière
- Réserve naturelle du plan de Tuéda
- Réserve naturelle de Tignes-Champagny
- Réserve naturelle des Hauts de Villaroger
- Réserve naturelle nationale des Hauts de Chartreuse
- Réserve naturelle du Haut-Rhône français

#### Les Arrêtés préfectoraux de protection de biotope
- Iles de Chautagne-Malourdie[23]
- Marais du Puits d'Enfer
- Marais des Villards et du Parc
- Lacs et marais de Saint-Jean-de-Chevelu

- Rive sud du lac du Bourget
- Tourbière des Creusates
- La Source du Château
- Lac d'Aiguebelette
- Massif de la Lauzière
- Marais des Noux

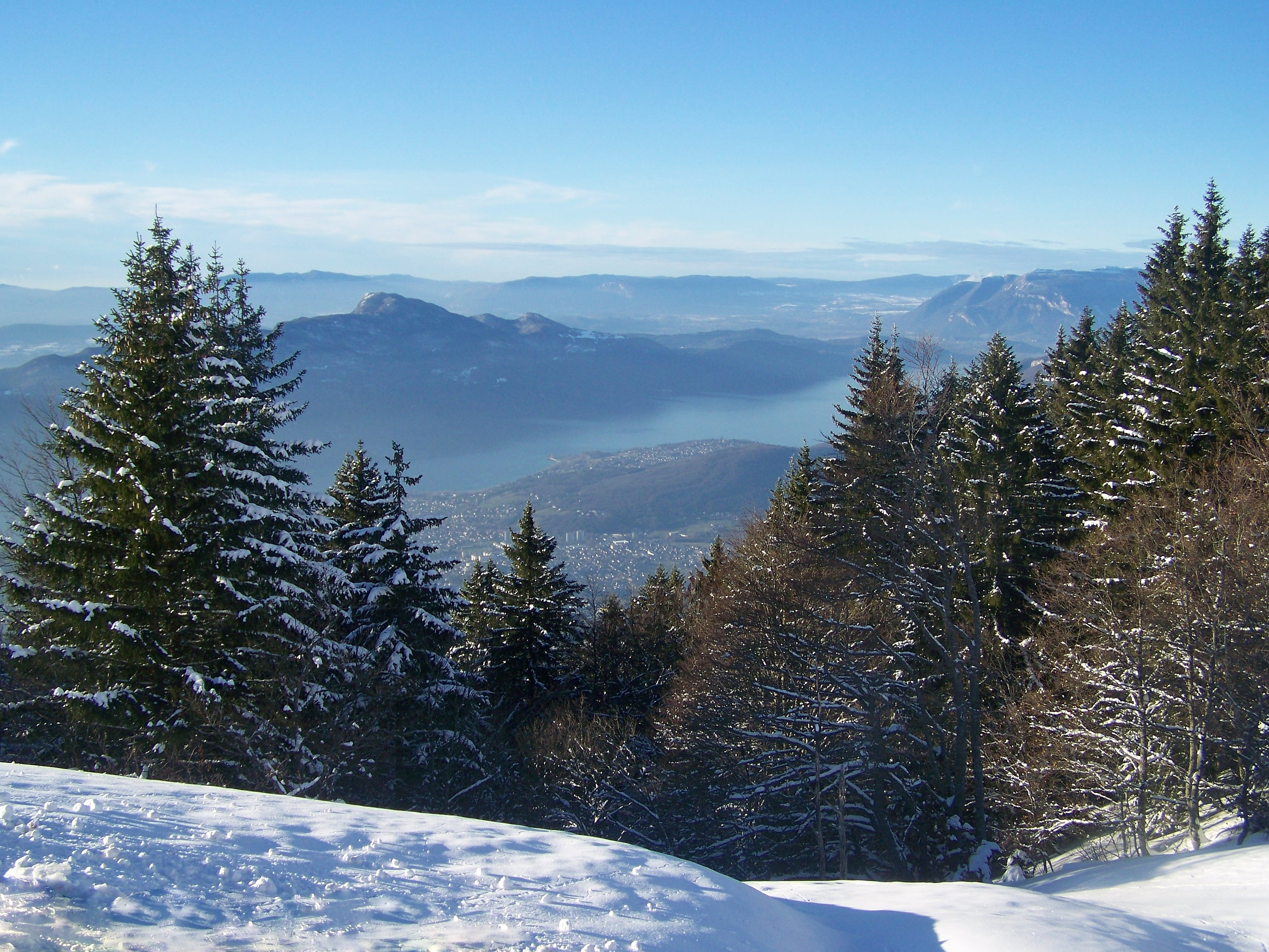
Le lac du Bourget en hiver.

- Formations forestières et herbacées des Alpes internes (adrets Sollières-Termignon-Lanslebourg)
- Landes, prairies et habitats rocheux du Thabor
- Zone humide de Planaise
- La Bialle et les Bassins Mollards
- Tourbière de Montendry et Montgilbert
- Marais des Etelles
- Tourbière des Saisies
- Ruisseau de l'Église
- Col de l'Iseran
- Mont-Cenis et vallon de Savine

## Les vallées

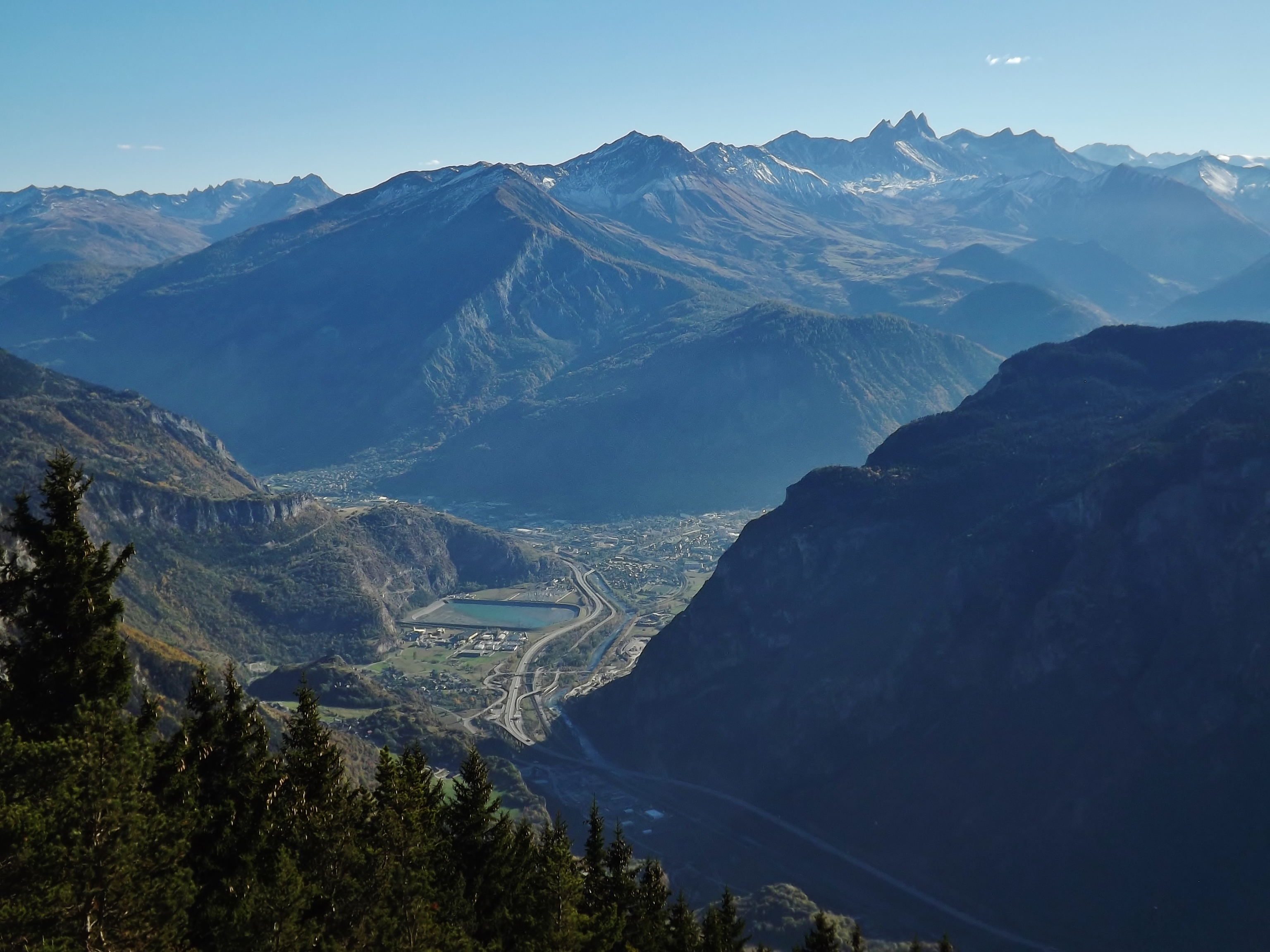
Vue de la Moyenne Maurienne au niveau de Saint-Jean-de-Maurienne et massif des Arves en arrière-plan.

- La Maurienne
- La Tarentaise
- Le Beaufortain
- Le val d'Arly
- La combe de Savoie
- La vallée des Huiles

## Les pays et les agglomérations
- Agglomération de Chambéry
- Agglomération d'Aix-les-Bains